# Арханђел Салатаил
Архангел Салатаил (хебр. שאלתיאל) - је један од архангела, који се поштују као молитвеници Божији. Посредује у молитвама Богу и мотивише људе на молитву.
Име Салатаил на хебрејском језику значи - молитва Богу или молитвеник Божји.
Овај архангел се помиње по имену у библијској Књизи Јездриној.
А друге ноћи дође к мени Салатаил, вођа народа ... (Језд 5:16)
Према предању, архангел Салатаил се јавио Агару у пустињи, када је молио у дубокој жалости и то речима: ... чуо сам за твоју невољу ...
Свети архангел Салатаил приказује се са лицем и очима, савијен према доле и са рукама у молитвеном положају пресавијених на грудима, као што се чини при узнођењу молитви на истоку.